# Lewis F. Linn

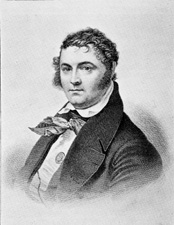
Lewis F. Linn

Lewis Fields Linn (* 5. November 1795 bei Louisville, Kentucky; † 3. Oktober 1843 in Ste. Genevieve, Missouri) war ein US-amerikanischer Politiker, der den Bundesstaat Missouri im US-Senat vertrat.
Lewis Linn erhielt nur eine magere schulische Ausbildung, bevor er in Louisville Medizin studierte. Während des Britisch-Amerikanischen Krieges diente er als Arzt in der Armee. Im Anschluss schloss er seine medizinische Ausbildung in Philadelphia ab, woraufhin er in Sainte Genevieve im Missouri-Territorium zu praktizieren begann. Dort half er dabei, zwei Cholera-Epidemien erfolgreich zu bekämpfen.
Sein erstes politisches Mandat übernahm Linn 1827 als Mitglied des Senats von Missouri. Im Oktober 1833 wurde er nach dem Tod von US-Senator Alexander Buckner in den Kongress berufen; die anschließende Nachwahl gewann er ebenfalls. Anfangs noch Mitglied der Demokratisch-Republikanischen Partei, schloss er sich später wie die anderen Anhänger Andrew Jacksons der neuen Demokratischen Partei an. 1836 und 1842 wurde er jeweils wiedergewählt. Linn, der im Amt starb, war Vorsitzender des Committee on Private Land Claims und des Committee of Agriculture.
Vier Bundesstaaten würdigten Lewis Linn, indem sie ein County nach ihm benannten: Iowa, Kansas, Missouri und Oregon. Der Ort West Linn in Oregon trägt ebenfalls seinen Namen.
Einige weitere Mitglieder seiner Familie betätigten sich politisch: Sein Halbbruder Henry Dodge war US-Senator und Gouverneur von Wisconsin, sein Neffe Augustus C. Dodge saß für Iowa im US-Senat, sein Schwager James Hugh Relfe für Missouri im US-Repräsentantenhaus. Seinen Neffen William Pope McArthur unterstützte er bei dessen Bemühungen, der erste Landvermesser der Pazifikküste zu werden.